# Орженцкий, Роман Михайлович
Роман Михайлович Орженцкий (1863—1923) — экономист, статистик, профессор кафедры статистики Демидовского юридического лицея (1906—1918), академик АН УССР (1919). В историю русской статистической мысли он вошёл как основоположник нового юридического направления, связанного с практической реализацией в России идей английских статистиков Ф. Гальтона и К. Пирсона.

## Биография
Родился 16 (28) февраля 1863 года в Житомире. После окончания гимназии поступил на юридический факультет Новороссийского университета в Одессе, который окончил в 1887 году.
Работал в Одессе на государственных должностях и одновременно преподавал в различных учебных заведениях (в коммерческой школе, школе торгового мореплавания), принимал участие в профсоюзном движении. В 1897 году защитил в Новороссийском университете магистерскую диссертацию по политической экономии «Учение о ценности у классиков и канонистов. Политико-экономический очерк» (опубликован: Одесса, 1896), в которой представил критический обзор теорий ценности с древнейших времён до XVIII века. Был избран приват-доцентом Новороссийского университета, но позже в 1906 году уволен за «неблагонадежность». В том же году он был принят в Демидовский юридический лицей, где с 1907 года возглавлял кафедру статистики. В лицее он создал специальный статистико-экономический методический кабинет, где собирали и анализировали литературу по уголовной судебной статистике, а также литературу статистических земских исследований.
В 1910 году был напечатан основной труд Орженцкого: «Сводные признаки», в котором он предложил новое понимание статистики как науки о совокупностях, выделяемых по сводным признакам.
С 1910 года возглавлял оценочно-статистическое бюро Ярославского губернского земства, где проводил исследования крестьянских хозяйств, оценку недвижимого имущества, изучал особенности страхового и пожарного дела в губернии.
В декабре 1912 года защитил диссертацию на степень доктора политической экономии и статистики «Элементарная теория статистических величин и вычислений» (опубликовано: Киев, 1921) в Петербургском университете. В диссертации Орженцкий рассмотрел применение математических методов при исследовании массовых общественных явлений.
В 1918 и 1919 годах он преподавал в Одесском и Петроградском университетах; затем был в Москве членом коллегии и заведующим Отделом методологии ЦСУ Российской Федерации.
В 1920 году переехал в Киев, где был избран академиком АН Украины. С 1920 года он заведовал кафедрой теоретической экономии в Академии Наук УССР в Киеве, возглавлял социально-экономический отдел академии (1921—1922), руководил изданием «Статистического бюллетеня». Занимался изучением бюджетов, конъюнктуры народного хозяйства, движения рыночных цен, статистическими исследованиями. В течение примерно 3,5 месяцев 1921 года возглавлял Киевский коммерческий институт.
В политической деятельности не участвовал, но к Октябрьской революции отнёсся отрицательно, что и послужило причиной эмиграции в Польшу в 1922 году.
С 1922 года — профессор Варшавского университета, вёл курсы по политэкономии. Трагически погиб в результате террористического акта, когда 23 мая 1923 года в здании Варшавского университета была брошена бомба. Похоронен на варшавском кладбище «Старые Повонзки».

## Научная деятельность
Выступая одним из немногих русских последователей субъективно-психологического направления (см. Австрийская школа), он отмечал, что экономическое явление представляет проявление определённого психического отношения лица к вещам и процессам. Анализируя основной элемент направления — теорию полезности, Орженцкий подразделяет последнюю на две составляющие: психо-физическую и чисто-экономическую. Первая изучает понятие потребности и полезности, вторая применяет их к объяснению явлений обмена. Орженцкий предложил ввести понятие «метафизическая сущность», в данном случае определение «ценности» — «не что иное, как проекция чувств на объект, вызывающие чувства в психике субъекта».
В статистике разрабатывал математические методы количественного измерения массовых общественных явлений.

## Переводческая деятельность
- Карл Менгер Grundsaetze der Volkswirtschaftslehre (в русском переводе — «Основания политической экономии»), 1901 г.